# Magic 8 ball

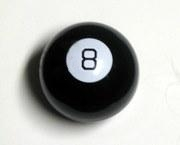
Восьма куля для більярду

Magic 8 ball — іграшка, що може використовуватись для передбачення долі або прийняття рішення. Виглядає як велика куля, схожа на восьму кулю для більярду, але більша. Дає відповідь на питання, випадково обираючи одну з 20 можливих фраз.
Точного українського перекладу для назви цієї іграшки немає, проте можна зустріти вирази «Магічна куля „Вісімка“», куля провісник, магічна восьма куля тощо.

## Історія виникнення
Ідея створення нового пристрою для передбачення належить американському винахіднику Альфреду Картеру (англ. Albert Carter), документи для отримання патенту на нього він подав у 1944 році. Передбачалось, що пристрій матиме форму циліндра і називатиметься «Syco-Seer: The Miracle Home Fortune Teller». Для виробництва Картер об'єднався з іншим винахідником, Ейбом Букманом (англ. Abe Bookman). У 1946 році вони створили компанію Alabe Crafts. Патент було видано у 1948, на той час Картер помер, і права отримав Букман.
На початку 1950-х років Alabe Crafts отримали контракт для реклами компанії Brunswick Billiards, в результаті форму та зовнішній вигляд Syco-Seer було змінено так, щоб він нагадував кулю для більярду. Остаточно цей дизайн закріпився новим патентом, який у 1962 році зареєстрував Букман.
Пізніше права на торгову марку «Magic 8 Ball» перейшли до компанії Mattel, яка станом на 2012 продавала до мільйона іграшок на рік.

## Конструкція
Magic 8 ball має вигляд пластикової кулі чорного кольору діаметром 10-11 см. Всередині знаходиться циліндр, наповнений пофарбованим спиртом. У циліндрі плаває пластиковий ікосаедр, на кожній грані якого нанесено один з двадцяти можливих варіантів передбачення.
Для того, щоб використати пристрій, слід подумки загадати питання, потрясти кулю і глянути у віконце на варіант, який з'явиться на верхній грані ікосаедра.
Куля може видати десять умовно позитивних відповідей, п'ять негативних і п'ять непевних.

## Вплив на культуру
Магічна куля з'являється у багатьох фільмах, серіалах та інших художніх творах
- у фільмі Траса 60 використання кулі значно впливає на сюжет
- в одному з епізодів серіалу Друзі Росс намагається ухвалити рішення за допомогою кулі[7]
- у «Сімпсонах» кулю використовують Барт та його сестра.
- у фільмі «Історія іграшок» Вуді просить поради у кулі[8].
- У серіалі «Сімпсони» (сезон 3, епізод 23) Барт запитує у 8 кулі, чи залишаться вони з Мілхаусом друзями[9]